# Анимация по ключевым кадрам
Анимация (мультипликация) по ключевым кадрам — технология создания анимации, при которой первоначально создаются основные (ключевые или компоновочные) рисунки, а затем добавляются промежуточные между ними, называемые фазами.
Ключевые кадры определяет художник-мультипликатор. Созданием фаз в традиционной рисованной мультипликации занимается художник-фазовщик, в компьютерной анимации его роль выполняет программа.